# Trithemis kalula
Trithemis kalula är en trollsländeart som beskrevs av Kirby 1900. Trithemis kalula ingår i släktet Trithemis och familjen segeltrollsländor. IUCN kategoriserar arten globalt som livskraftig. Inga underarter finns listade i Catalogue of Life.